# Купино (Новосибірська область)

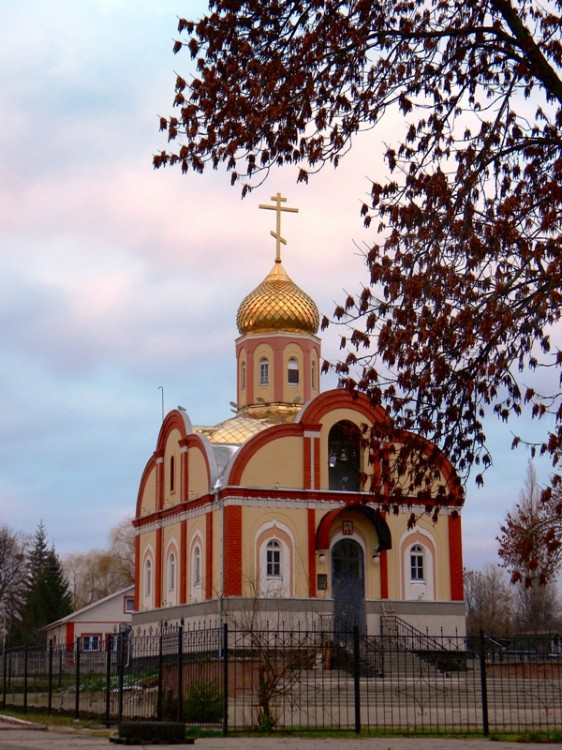
Церква Миколи Чудотворця

Ку́пино — місто (з 1944) року в Росії, адміністративний центр Купинського району Новосибірської області. Заснований в 1886 році. З 1936 по 1944 рік мав статус селища міського типу.
Населення — 14 010 чол. (2015).

## Географія
Місто розташоване на південь від озера Чани, за 500 кілометрах від Новосибірську, недалеко від кордону з Казахстаном.
Площа 3,2 тис. га.

## Населення
| 1959    | 1967    | 1970    | 1979    | 1989    | 1992    | 1996    |
| ------- | ------- | ------- | ------- | ------- | ------- | ------- |
| 23 185  | ↘23 000 | ↘20 799 | ↘19 331 | ↗19 518 | ↘19 200 | ↗20 200 |
| 1998    | 2000    | 2001    | 2002    | 2003    | 2005    | 2006    |
| ↘19 900 | ↘19 600 | →19 600 | ↘16 878 | ↗16 900 | ↘16 500 | ↘16 300 |
| 2007    | 2008    | 2009    | 2010    | 2011    | 2012    | 2013    |
| ↘16 252 | ↘15 700 | ↘15 564 | ↘15 400 | ↘14 900 | ↘14 613 | ↘14 365 |
| 2014    | 2015    | 2016    | 2017    |         |         |         |
| ↘14 182 | ↘14 010 | ↘13 897 | ↘13 781 |         |         |         |